# Left and Right (canción de Charlie Puth)
«Left and Right»  es una canción del cantante estadounidense Charlie Puth en colaboración con el cantante surcoreano Jung Kook, miembro y vocalista principal del grupo BTS, lanzada a través de Atlantic Records el 24 de junio de 2022, como el tercer sencillo del próximo tercer álbum de estudio de Puth, Charlie. Fue coescrito por Puth y Jacob Kasher Hindlin, y el primero también se desempeñó como productor. Disponible digitalmente y como un sencillo en CD de edición limitada, el dúo marca la segunda vez que Puth y Jungkook colaboran desde su interpretación de «We Don't Talk Anymore» en los Genie Music Awards en 2018.
Una canción pop pegadiza y alegre, la letra de «Left and Right» se enfoca en los recuerdos de un amor pasado y cuán consumido por los pensamientos de esa relación anterior uno puede volverse. Un video musical adjunto lanzado el mismo día que la canción muestra a Puth y Jungkook visitando la oficina de un terapeuta en busca de ayuda con su mal de amores.

## Antecedentes y lanzamiento
El aprecio de Jungkook por la música de Puth se ha documentado en numerosas ocasiones, desde 2015. Primero lanzó una versión en solitario de «We Don't Talk Anymore» de Puth en 2016, que llamó la atención del cantante. Una historia de comunicación posterior entre los dos a través de Twitter, y una segunda versión con su compañero de banda Jimin a mediados de 2017, culminó en una interpretación conjunta de la canción en los Genie Music Awards en 2018.
Puth lanzó originalmente «Left and Right» como pista en solitario en febrero de 2022 en TikTok. En abril, tuiteó sobre un sueño que tuvo, BTS apareciendo en la canción, lo que aumentó la especulación de que se estaba trabajando en un proyecto entre ambas partes. Esto comenzó a provocar una próxima colaboración con un artista anónimo a través de varias pistas en videos posteriores en la plataforma en junio. Durante una entrevista en Wango Tango de iHeartRadio el 5 de ese mes, Puth confirmó que había colaborado con un artista de K-pop, pero no sabía cuándo se lanzaría la canción; el colaborador permaneció en el anonimato. El día 17, simultáneamente confirmó la ocurrencia de la colaboración y que el artista contribuyente era Jungkook de BTS, con el lanzamiento del primer teaser oficial a través de TikTok. En el clip, hace una videollamada al mencionado, que está en un estudio de grabación, y le pide que cante varias líneas de la canción—el fragmento completo se reproduce al final—mientras se para a la izquierda del micrófono y luego a la derecha. Puth también anunció que el sencillo se lanzaría el día 24 del mes de junio si alcanzaban las 500.000 preventas. Dos teasers más siguieron a través de su Instagram el día 23. En el primero, Puth canta las líneas «Memories follow me left and right/ I can feel you over here/ I can feel you over here/ You take up every corner of my mind». El segundo mostraba a ambos cantantes «moviendo [bing] la cabeza mientras estaban sentados en un viejo sedán y haciendo beatbox[ing] al ritmo de la canción mientras usaban el clic de las cerraduras de las puertas del automóvil como una pista de ritmo adicional». El sencillo fue lanzado como se prometió la semana siguiente, a la medianoche.

### Promoción
Puth interpretó «Left and Right» en vivo por primera vez, cantó la canción en solitario, durante su aparición en el Today Show el 8 de julio como parte de la serie de conciertos de Citi.